# Castello di Castelnovo
Il castello di Castelnovo è una fortificazione situata nell'omonima frazione del comune italiano di Borgonovo Val Tidone, in provincia di Piacenza. L'edificio è situato in posizione dominante sopra l'abitato, posto nella bassa val Tidone, lungo il percorso della strada statale 412 della Val Tidone.

## Storia
La prima fortificazione eretta nella località, risalente all'inizio del XII secolo e nella quale sostò probabilmente Federico Barbarossa nel 1155 durante un viaggio che da Pavia lo doveva portare nel centro Italia, era ubicata poco più a sud rispetto alla posizione in cui si trova il castello, come testimoniato da ritrovamenti di blocchi di pietra squadrati durante alcune lavorazioni agricole.
Nel 1215 il castello fu dato alle fiamme e distrutto da forze pavesi le quali, dopo aver oltrepassato il Po nelle vicinanze di Arena Po e aver desistito dall'attaccare Borgonovo, protetto da una forte guarnigione, assaltarono Castelnovo, insieme ad altri centri della vallata. Il complesso fu poi ancora danneggiato nel 1242 ad opera delle forze di re Enzio. Questa originaria costruzione, dopo aver subito ingenti danni a seguito di queste azioni militari, venne in seguito riadattata ad abitazione dotata di cappella, in seguito elevata a chiesa parrocchiale, la quale fu poi distrutta da un movimento franoso nella primavera del 1898.
Il nuovo castello, da cui deriva il toponimo della frazione che lo ospita, fu, quindi, ricostruito intorno al 1300 in una posizione rialzata che permetteva il controllo della strada che risaliva la val Tidone. Nel 1412 il duca di Milano Filippo Maria Visconti concesse a Bartolomeo e Filippo Arcelli la contea della Valtidone, composta di ampi territori posti lungo il corso del torrente, tra i quali Castelnovo. Negli ultimi anni del XV secolo il castello risultava di proprietà della nobile casata dei Dal Pozzo, la quale nel 1496 vendette la metà del fortilizio ad Alessandro Marazzani, impegnandosi però ad un successivo riscatto.
Nel 1575 il castello fu concesso da parte del duca di Parma e Piacenza Ottavio Farnese al conte Emilio Dal Pozzo, il cui padre Barnaba si era occupato del cadavere del duca Pier Luigi Farnese dopo la congiura che aveva portato alla sua morte. Contestualmente al castello, i Dal Pozzo ottennero anche la concessione di aggiungere Farnese al loro cognome. Passato in parte tra le proprietà della famiglia Marazzani, il castello fu parzialmente ristrutturato, a seguito dell'ottenimento di apposita licenza, a partire dal 1683. Nel 1773 all'interno del castello soggiornò la duchessa consorte di Parma Maria Amalia d'Asburgo-Lorena, mentre all'inizio del secolo successivo ci soggiornò la duchessa di Parma, Piacenza e Guastalla Maria Luisa d'Asburgo-Lorena, in occasione della cui visita venne inaugurato il viale alberato che permette di accedere al forte.
Intorno alla metà del XIX secolo i Marazzani rilevarono dalla famiglia Dal Pozzo, ormai caduta in disgrazia, la proprietà dell'intero complesso. Il castello entrò poi in possesso della marchesa Mary O'Neil Wickersham, la cui figlia Katie sposò poi il conte Camillo Nasalli Rocca. Il castello fu poi ceduto nel 1932 al principe genovese Gerolamo De Ferrari, il quale nel 1936 avviò una serie di interventi per restaurare la struttura sotto la guida dell'ingegnere Giuseppe Crosa e dell'architetto Carlo Astorri.

## Struttura
Il castello, costruito quasi interamente in mattoni e posto al centro di un ampio parco, si caratterizza per una struttura trapezoidale con tre torri rotonde poste in tutti gli angoli eccetto quello meridionale, mancanza che non trova nessuna spiegazione. Sia le linee di cortina che le torri presentano una scarpatura particolarmente rialzata nei confronti del piano del fossato che, originariamente riempito d'acqua, è stato poi interrato. Sul lato maggiore è posto l'ingresso, dotato di un ponte levatoio, a sua volta sormontato da una bassa torre rettangolare merlata sulla cui sommità si trovano della caditoie basate su beccatelli realizzati in laterizio; lo stile di questa torre richiama quello delle torri lombarde del periodo sforzesco.
Oltrepassato il ponte levatoio si accede ad una corte nella quale è posto un pozzo realizzato in travertino e ferro battuto. Gli interni presentano vari ambienti, alcuni dei quali dotati di soffitti a cassettoni e decorati con affreschi. Nell'ala settentrionale, oggetto di lavori tardorinascimentali, si trovano un loggiato a quattro fornici e una grande scala che permette di accedere agli ambienti posti al piano nobile.
Nei pressi del castello si trova l'oratorio, che conserva al suo interno un affresco rappresentante la Madonna con san Rocco e san Sebastiano, oggetto di una solida devozione da parte degli abitanti della zona.